# Фраскаро (Ређо Емилија)
Фраскаро (итал. Frascaro) је насеље у Италији у округу Ређо Емилија, региону Емилија-Ромања.
Према процени из 2011. у насељу је живело 66 становника. Насеље се налази на надморској висини од 650 м.